# Günther von Kluge
Günther »Hans« von Kluge, nemški feldmaršal, * 30. oktober 1882, Posen, † 19. avgust 1944, Francija.
von Kluge, izhajajoč iz tradicionalno vojaške družine, je v vojaško službo nastopil v letu 1901. Za časa prve svetovne vojne je služil kot štabni častnik in v službi ostal tudi v maloštevilni povojni vojski. Leta 1933 je pridobil generalski čin, samo tri leta kasneje pa čim polnega generala, General der Artillerie. Za časa druge svetovne vojne je poveljeval večjim enotam kot so armade in armadne skupine ter s tem postal znan kot eden Hitlerjevih pomembnejših generalov. Leta 1939 je pri napadu na Poljsko vodil četrto armado. Z njo se je naslednjega leta udeležil napada na Francijo in po uspešnem zaključku pridobil najvišji možni čin maršala. Leta 1941 je četrto armado popeljal na vzhod, v napad na Sovjetsko zvezo. Ko se je v hudi ruski zimi napad konec leta ustavil in je Hitler Klugejevega predstojnika von Bocka odstavil, je na njegovo mesto imenoval ravno Klugeja, ki je tako postal poveljnik Armadne skupine Center. Skupino armad je nato vodil dve leti, dokler se ni oktobra 1943 hudo ponesrečil v avtomobilski nesreči. Posledično je bil več mesecev na bolniški, vrnil se je julija 1944, ko je po uspešni zavezniški invaziji v Francijo prevzel vodstvo vseh nemških enot na zahodu. Tam je v kontaktu z veliko Anglo-ameriško premočjo spoznal, da je vojna za Nemčijo izgubljena. Obenem je po neuspelem vojaškem prevratu 20. julija postal osumljenec veleizdaje saj je bil povezan z nekaterimi zajetimi prevratniki. Obupan zaradi hudih vojaških porazov, Hitlerjeve brezobzirne vztrajnosti do nadaljevanja vojne in predvsem v spoznanju, da ga najverjetneje v Nemčiji čaka vojaško sodišče zaradi sodelovanja v izdaji, si je 19. avgusta 1944 sodil sam.